# Korhadófalégy
A korhadófalégy (Brachypalpoides) a zengőlegyek (Syrphoidea) öregcsaládjában a névadó zengőlégyfélék (Syrphidae) család herelégyfélék (Eristalinae) alcsaládjába sorolt nárciszlégy-rokonúak (Merodontini) — más rendszertanászok szóhasználatában hagymalégy-rokonúak (Eumerini) — több száz nemet számláló nemzetségének egyik neme.

## Származása, elterjedése
Európából 2020-ig mindössze 1 faját írták le, ez Magyarországon is megtalálható:
- vöröspotrohú korhadófalégy (Brachypalpoides lentus).

További négy palearktikus faja Ázsiában él.

## Megjelenése, felépítése
Közepes vagy némileg kisebb zengőlégy.

## Életmódja, élőhelye
Amint erre neve is utal, lárvája többnyire korhadó fákban él.